# 大神蘊麻呂
大神 蘊麻呂（おおみわ の つみまろ）は、平安時代前期の神職。姓は朝臣。大神真守の子。官位は正六位下。

## 出自
蘊麻呂は大神比義の末裔で、系図では大神比義-春麻呂-諸男-種麻呂-雄黒麻呂-家頼-宮次-真守-蘊麻呂と記される。家頼には家弘という兄がおり、家弘は小山田氏、家頼は祝氏として宇佐神宮に仕えたという。

## 概要
豊前国宇佐郡の住人で、天長元年（824年）に、蘊麻呂の母に「菱形宮の西方の荒垣の外に隠れ居る神」が憑き、自身を祀るように要求したため、仁寿2年（852年）に若宮八幡神社を造営した。貞観5年（863年）には奉幣し、同11年（869年）には若宮八幡神社の大宮司となった。